# Гендель, Елена Станиславовна
Елена Станиславовна Гендель (в 2011—2015 — Юрьева, бел.  Алена Станіславаўна Гендзель; 21 сентября 1984, Минск) — белорусская и российская волейболистка, центральная блокирующая, игрок сборной Беларуси в 2003—2011 годах, мастер спорта.

## Биография
Елена Гендель начинала играть в волейбол в Минске, будучи ученицей седьмого класса школы. Первых спортивных достижений достигла под руководством Владимира Николаевича Козлова: в 2001 году в составе юниорской сборной Беларуси она стала бронзовым призёром чемпионата Европы в Чехии, спустя год завоевала бронзу на молодёжном европейском первенстве, а ещё через год дебютировала в национальной сборной Беларуси.
Выступая за минскую «Славянку», также руководимую Владимиром Козловым, Гендель в сезоне-2004/05 выиграла чемпионат страны. Однако по окончании следующего сезона «Славянка», занявшая в национальном чемпионате 3-е место, вследствие финансовых проблем подверглась расформированию. Для продолжения карьеры Елена Гендель отправилась в Польшу и вместе с прежней одноклубницей Ольгой Пальчевской оказалась в команде Студенческого спортивного союза из Белостока.
В Белостоке Гендель провела два сезона (её команда являлась одним из аутсайдеров, при этом в обоих сезонах побеждала в переходных матчах за сохранение места в польской лиге), после чего разорвала действовавший до 2012 года контракт с клубом и перешла в один из ведущих коллективов страны — «Фармутил» из Пилы, выплативший за белорусскую волейболистку около 30 тысяч злотых в качестве неустойки. В сезоне-2008/09 «Фармутил» занял третье место в чемпионате польской «Плюс-лиги», а Гендель показала третий результат по результативности среди всех центральных блокирующих лиги, набрав в 26 матчах 298 очков. В розыгрыше Лиги чемпионов её команда заняла второе место в группе предварительного этапа, но в раунде двенадцати уступила будущему победителю, итальянскому «Бергамо».
Со следующего сезона Елена Гендель продолжила карьеру в России. В чемпионате-2009/10 выступала в составе «Ленинградки», была участницей первого в истории женской Суперлиги Матча звёзд в Омске и с 9 очками оказалась самой результативной в команде «Звёзды мира», уступившей в трёх партиях «Звёздам России». Её команда не смогла выйти в плей-офф чемпионата России и заняла 10-е место. В сезоне 2010/11 годов играла в составе новоуренгойского «Факела», ставшего 9-м в регулярном чемпионате, по итогам которого показала третий результат среди всех волейболисток по количеству очков на блоке.
В 2011 году Елена Гендель перешла в «Омичку», где была избрана капитаном команды, и в связи с замужеством сменила фамилию, став Юрьевой. В чемпионате России «Омичка» заняла 4-е место, а Елена Юрьева имела лучшие показатели среди игроков Суперлиги на блоке (134 очка; 1,24 в среднем за партию) и подаче (39 эйсов; 0,36 за партию), заняла второе место в своей команде по общей результативности. Летом 2012 года объявила о решении сосредоточиться на клубной карьере, отказавшись от выступлений за сборную Беларуси в отборочном турнире чемпионата Европы-2013 и приняв российское гражданство. По ходу сезона-2012/13, часть которого оказалась пропущенной из-за травмы и проблем с оформлением документов, Юрьева продлила контракт с «Омичкой» ещё на два года. В составе сибирской команды она дважды становилась бронзовым призёром чемпионатов России.
В мае 2014 года достигла соглашения о переходе в «Динамо-Казань». В сезоне-2014/15 вместе с казанской командой Елена Юрьева выиграла золото чемпионата России, а также стала лучшей по статистическим показателям блокирующей Суперлиги, набрав в 22 матчах 101 очко на блоке (1,35 в среднем за сет).
В сезоне-2016/17 выступала за «Динамо» из Краснодара, затем играла за московское «Динамо», с которым дважды становилась чемпионкой России. В феврале 2020 года после паузы, связанной с рождением сына, возобновила карьеру в «Ленинградке».
По окончании сезона 2020/21 завершила карьеру волейболистки. Осталась в структуре клуба «Ленинградка», работает в должности пресс-атташе.

## Достижения
- Бронзовый призёр чемпионата Европы среди девушек (2001).
- Бронзовый призёр чемпионата Европы среди молодёжных команд (2002).
- Чемпионка Беларуси (2004/05), бронзовый призёр чемпионата Беларуси (2005/06).
- Бронзовый призёр чемпионата Польши (2008/09).
- Чемпионка России (2014/15, 2017/18, 2018/19), бронзовый призёр чемпионата России (2012/13, 2013/14).
- Обладательница Кубка России (2018), серебряный призёр Кубка России (2015).
- Обладательница Суперкубка России (2018).
- В составе сборной Беларуси — участница финальных турниров чемпионатов Европы 2007 и 2009 годов, Евролиги 2011 года.